# مطار العضيلية
مطار العضيلية هو مطار صغير يقع في قرية العضيلية، على بعد 150 كم جنوب غرب الدمام في المنطقة الشرقية من المملكة العربية السعودية. يشغل مساحة صغيرة تبلغ 0.55 كيلومتر مربع شرق المجمع السكني.

## نظرة عامة
تملك المطار أرامكو السعودية، وهي شركة النفط الوطنية في المملكة العربية السعودية، وتم تشغيله للطيران العام المحلي الذي تستخدمه الشركة في مجال الخدمات اللوجستية. ومع ذلك، أدركت الشركة فرصة استخدام المطار القريب في الهفوف مما أدى إلى عدم استخدام المطار المحلي في العظلية في الوقت الحالي باستثناء الرحلات الجوية الخاصة من قبل المديرين التنفيذيين للشركة.
يحتوي المطار على مدرج واحد يبلغ طوله 2185 مترًا وعرضه 30 مترًا. ويتوفر به موقفين للطائرات متوسطة الحجم مع بوابات. يقع موقف السيارات خارج المحطة.